# 第35屆香港國際電影節
第三十五屆香港國際電影節於2011年3月20日至4月5日舉行。

## 節目詳情
- 首映禮
- 亞洲數碼錄像競賽
- 人道獎紀錄片競賽
- 國際短片競賽
- 大師級
- 作者風
- 香港電影面面觀 2010-2011
- 台灣新氣象
- 影迷嘉年華
- 世界視野
- 羅馬尼亞風勁吹
- 真的假不了
- 影人影事
- 親愛的地球
- 美國自主電影新面貌
- 自主新潮
- 超人氣動畫
- 我看我電影
- 我愛午夜場
- 修復經典
- 前衛眼
- Fortissimo Films 二十周年
- 焦點影人：韋家輝
- 越南經典：戲中有詩
- 虛實辨證：基阿魯斯達米
- 人人為我，我為人人：中聯電影
- 木偶動畫大師──川木喜八郎
- 理智的熱情──哉絲韋蘭
- 松竹風全才巨匠──涉谷實
- 反建制的先鋒──桂治洪
- 第十六屆 ifva得獎作品放映
- 大專學生作品展

## 外部連結
- 香港國際電影節協會
- 第35屆香港國際電影節[永久]